# Wadi-Zraia-Clausura

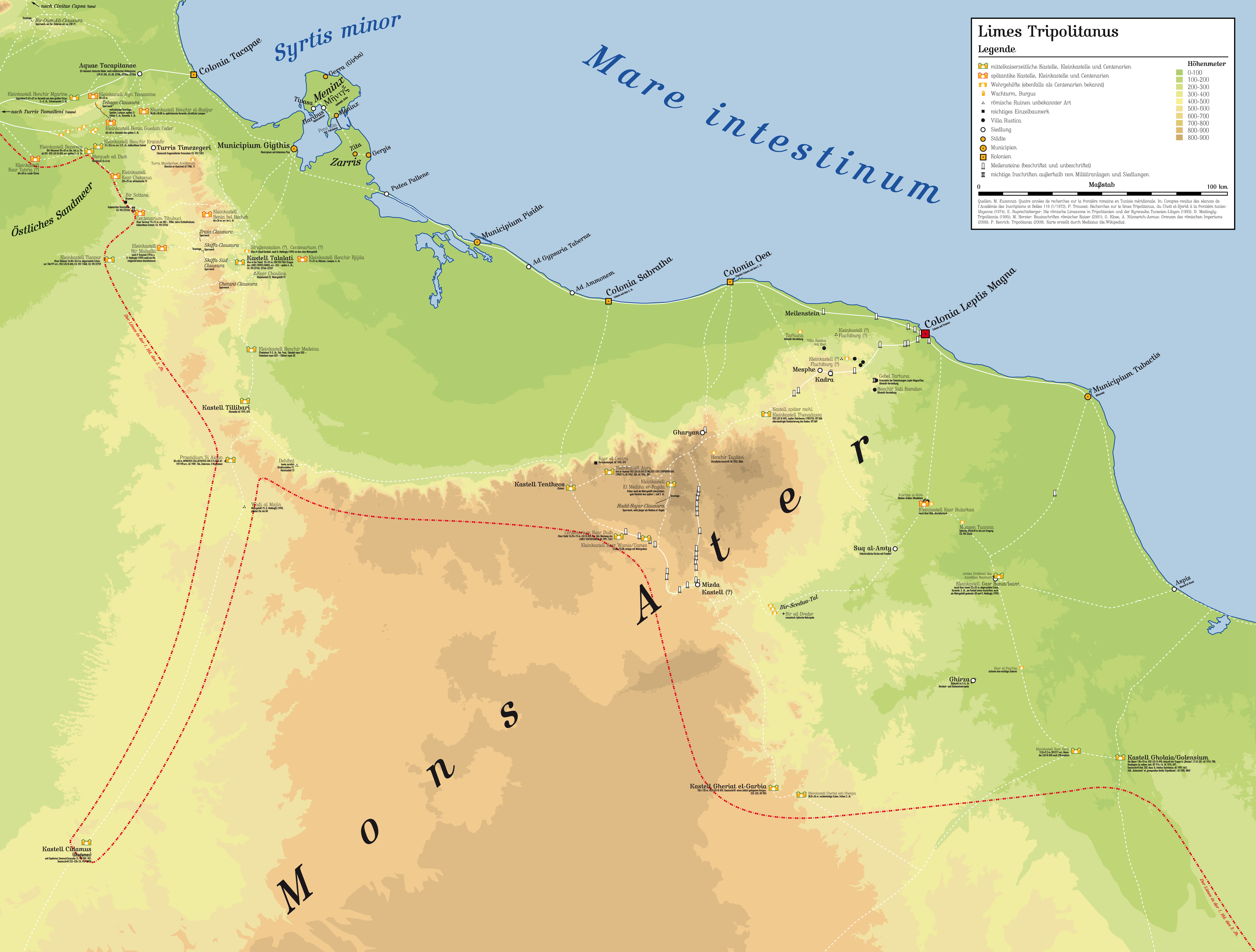
Der Limes Tripolitanus mit der Clausura

Wadi-Zraia-Clausura, auch Zraia-Clausura, ist die moderne Bezeichnung eines kleinen römischen Sperrwerks, das für Sicherungs- und Überwachungsaufgaben am rückwärtigen Limes Tripolitanus, einem tiefgestaffelten System von Kastellen und Militärposten, in der römischen Provinz Africa proconsularis, später Tripolitania, zuständig war. Die geradlinig durch das Trockental geführte Befestigung sicherte eine dort verlaufende Pass-Straße und gehörte zu dem weiten militärischen Sperrgürtel, der das fruchtbare küstennahe Land der Provinz vor Angreifern aus der Wüstenregion verteidigen und gleichzeitig den Warenhandel für Rom kontrollieren sollte. Zudem wurden die Hirtennomaden aus den wüstennahen Gebieten daran gehindert, durch unerlaubte Grenzübertritte in die Konfrontation mit den für Rom bedeutenden landwirtschaftlichen Produktionsstätten im Osten des Landes, insbesondere der Djeffara-Ebene, zu geraten. Die Reste dieses Bauwerks befinden sich im nördlichen Randgebiet der Gebirgsgruppe des Djebel Demmer auf den Höhenzügen des Berglandes von Dahar in Südtunesien, Gouvernement Tataouine.

## Lage
Die Clausura befindet sich am oberen Ende eines kurzen Trockentals, dem Wadi Zraia, das sich weiter westlich in V-Form mit dem Wadi Skiffa vereint und wenig später im großen Wadi bel Recheb mündet, an dessen Oberlauf das Kleinkastell Bir Mahalla liegt. Im Talgrund, des Dahar beginnt mit dem Östlichen Sandmeer die ehemalige Außengrenze des römischen Reiches. Dort, am Unterlauf des Wadi bel Recheb, lag das Kleinkastell Tisavar. Südlich der Zraia-Clausura lagen die Clausurae Wadi Skiffa und Wadi Skiffa Süd.

## Forschungsgeschichte
Bereits zu Beginn des 20. Jahrhunderts waren die römischen Baureste im Wadi Zraia bekannt, wurden allerdings als Dämme zur Wasserspeicherung, sogenannte Schluckbrunnen („puits d’absorption“), angesehen. Eine Ursache für dieses Verständnis lag in der Tatsache, dass dies selbst der Direktor der tunesischen Antikenverwaltung, Paul Gauckler (1866–1911), so sah. In einer Beschreibung aus dem Jahr 1908, die in der Konstruktion noch ein antikes Wasserbauwerk sieht, heißt es: „A 4 kilomètres environ du ksar Oulad-Mahdi, la haute vallée de l’oued Zraia est fermée par un barrage de 400 mètres de long sur 5 à 6 mètres de haut. Des extrémités du barrage partent des murailles remontant jusqu’au sommet des deux croupes voisines.“ Übersetzung: „Ungefähr 4 Kilometer von Ksar Oulad-Mahdi entfernt wurde das obere Tal des Wadi Zraia durch einen 400 Meter langen Damm von 5 bis 6 Metern Höhe verschlossen. An den Enden des Damms steigt das Mauerwerk bis zur Spitze der beiden angrenzenden Kuppen empor.“

## Baugeschichte
Die in das dritte Jahrhundert n. Chr. datierenden Ostraca aus dem in Libyen gelegenen Grenzkastell Gholaia/Bu Njem bestätigen die Beteiligung einer regulären Garnison an routinemäßigen polizeilichen Aufgaben sowie der Überwachung von Zivilisten. Mit den Clausurae von Zraia und Skiffa sollte der Limesabschnitt von Talalati gesichert werden. Die Militärführung hatte den Limes Tripolitanus in mehrere Teilbereiche gegliedert, die von Abschnittskommandanten (praepositi) befehligt wurden. Die am Djebel Demmer installierten Sperrwerke bildeten mit dem nördlich gelegenen Kleinkastell Benia bel Recheb, das in einer Linie mit den Talsperren lag, eine Einheit.  Am Sperrwerk von Zraia kontrollierte eine kleine Einheit römischer Soldaten den Warenverkehr und sicherte das dicht besiedelte Gebiet der Provinz im Osten gegen unerlaubte Grenzübertritte ab. Im östlichen Talgrund des Dahar lag zur rückwärtigen Grenzsicherung das 263 n. Chr. errichtete Kastell Talalati. In der dort gefundenen Bauinschrift wird dieser Grenzabschnitt als Limes Tripolitanus bezeichnet.
Die Clausura im Wadi Zraia wurde als linearer breiter Wall durch den Grund des Engpasses geführt und in Form einer grob gesetzten, niedrigen Steinmauer an den südlichen und nördlichen Hängen hinaufgeführt, Das Sperrwerk beginnt auf den Höhen eines steilen Hügelrückens auf ungefähr 455 Höhenmetern und fällt dann schnell zur Böschung am Hauptflussbett des Wadis auf knapp 400 Höhenmeter ab. Am gegenüberliegenden Ufersaum wird der Verlauf des römischen Walls zunächst von der modernen Anschüttung eines Feldrains aufgenommen. Dieser mündet an der das Wadi entlangführenden Straße unterhalb des dort schroff ansteigenden Bergsporns. Zu dessen Spitze führt der nun wieder sichtbare römische Wall hinauf und endet dort auf 435 Höhenmetern.
Nach Ansicht des britischen Archäologen David Mattingly könnte auf einem kleinen Hügel unmittelbar östlich des Sperrwerks ein Wachturm gestanden haben.

## Zeitliche Einordnung
Der französische Archäologe Pol Trousset nahm als Entstehungszeitraum für das Clausura-Systems am Djebel Demmer das dritte Jahrhundert n. Chr. an, während Mattingly eher für das vierte Jahrhundert plädierte. Trotz bisheriger Unkenntnis über den genauen Zeitpunkt der Entstehung der Clausurae am Djebel Demmer steht fest, dass diese Strukturen bis in die spätrömische Zeit Bestandteil der Grenzsicherung waren. Es bleibt allerdings eine weitere offene Diskussion, ob zumindest Teile der alten Grenzsperren in diesem Teilabschnitt nach der Wiedereroberung Nordafrikas durch den oströmischen Kaiser Justinian I. (527–565) neu besetzt wurden.